# 陈家坝镇 (佛坪县)
陈家坝镇，是中华人民共和国陕西省汉中市佛坪县下辖的一个乡镇级行政单位。

## 行政区划
陈家坝镇下辖以下地区：
陈家坝村、孔家湾村、郭家坝村、金星村和三郎沟村。